# Asperula calabra
Asperula calabra är en måreväxtart som först beskrevs av Adriano Fiori, och fick sitt nu gällande namn av Friedrich Ehrendorfer och Franz Xaver Krendl. Asperula calabra ingår i släktet färgmåror, och familjen måreväxter. Inga underarter finns listade i Catalogue of Life.